# Saint-Maurice-du-Désert
Saint-Maurice-du-Désert – miejscowość i dawna gmina we Francji, w regionie Normandia, w departamencie Orne. W 2013 roku jej populacja wynosiła 793 mieszkańców. 
W dniu 1 stycznia 2016 roku z połączenia dwóch ówczesnych gmin – Saint-Maurice-du-Désert oraz La Sauvagère – utworzono nową gminę Les Monts-d’Andaine. Siedzibą gminy została miejscowość La Sauvagère. 